# Punizione dei bestemmiatori
La Punizione dei bestemmiatori è un affresco (360x304 cm) di Andrea del Sarto, databile al 1510 e conservato nel Chiostro dei Voti della basilica della Santissima Annunziata di Firenze.

## Storia
Vasari spiegò nelle Vite i termini dell'allogazione delle Storie di san Filippo Benizi ad Andrea del Sarto da parte dei padri serviti, con l'interessamento in particolare del sagrestano fra' Mariano dal Canto delle Macine, il quale arrivò a minacciare l'artista di offrire il prestigioso incarico al Franciabigio e a un compenso molto più basso. Le fonti d'archivio non hanno restituito documenti esatti circa gli affreschi, ma solo sulla preparazione delle pareti per la stesura della pittura.
La sequenza cronologica delle scene tradizionalmente inizia con la Punizione dei bestemmiatori e prosegue con la Liberazione di un'indemoniata, la Morte di san Filippo Benizi e resurrezione di un fanciullo, la Devozione dei fiorentini alle reliquie di san Filippo e San Filippo risana un lebbroso, ma Freedberg fece una nuova proposta basata su motivi stilistici (l'allontanamento dalle forme alla Ghirlandaio), che ordina la Liberazione di un'indemoniata, poi la Morte, la Devozione, la Punizione e la Guarigione del lebbroso.
Shearman poi ritenne invece più probabile la datazione tradizionale.

## Descrizione e stile

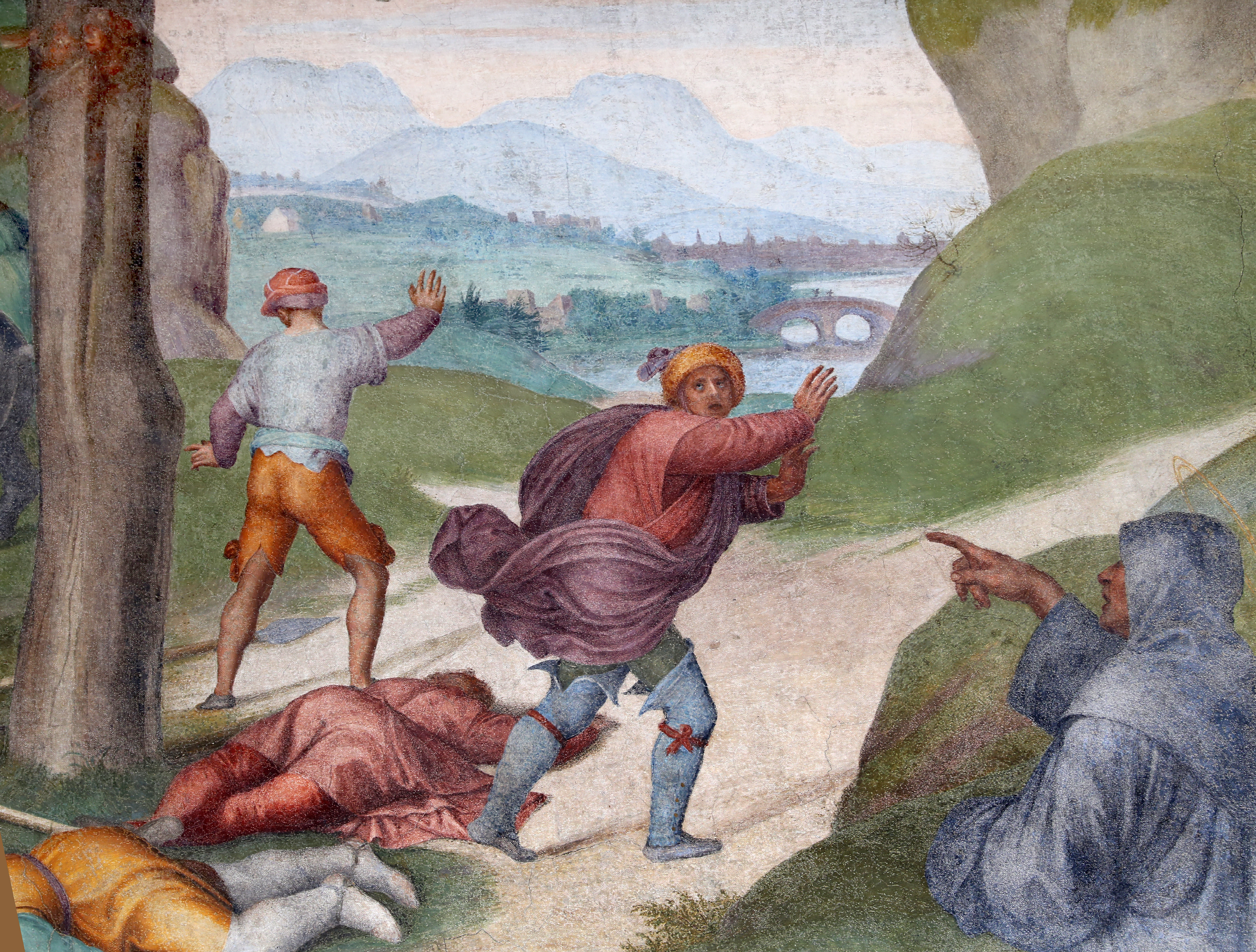
Dettaglio

«[San Filippo], sgridando alcuni giucatori che bestemmiavano Dio et uccellavano San Filippo del suo ammunirgli, viene in un tempo una saetta da 'l cielo, e dato sopra un albero dove eglino stavano sotto a l'ombra, ne uccide due, e gli altri, chi con le mani alla testa, sbalorditi si gettano innanzi, altri si mettono in fuga gridando», così Vasari descrisse questo affresco, che si trova accanto all'Adorazione dei pastori di Alesso Baldovinetti, di cui riprese l'impianto luministico e i toni della tavolozza.
Lo storico aretino lodò anche il cavallo che, scioltosi, fugge "con un orribile movimento", e la capacità dell'artista di rappresentare la "varietà delle cose ne' casi che avvengono".
La scena è svolta lungo un paesaggio che si addentra in profondità. A destra il santo con un gesto evoca un fulmine che si abbatte sui bestemmiatori, lasciandone tre a terra, scorciati sapientemente, e facendo scappare gli altri in più direzioni. L'aspetto fantasioso del paesaggio, fatto di speroni, massi e alberi aggrappati al terreno impervio, deriva dall'esempio di Piero di Cosimo, primo maestro di Andrea.